# Ярошевский, Алексей Анатольевич
Алексе́й Анато́льевич Яроше́вский (род. 13 июня 1984) — российский репортер, телеведущий, блогер, лингвист, ведущий мероприятий и спортивный комментатор. Сейчас является английским голосовым комментатором Российской Премьер-лиги и автором проекта «Спик Изи».

## Карьера
Окончил Московский государственный лингвистический университет. На втором году обучения стажировался на телеканале REN-TV, в международном отделе.
Ярошевский присоединился к RT в 2005 году.
В 2007 году снял документальный фильм о Северной Корее. В 2009—2012 годах Ярошевский занимал должность главы бюро RT в Восточной Европе, расположенного в Киеве, Украина. В 2013 году освещал события на Майдане.
Затем его отправили в Нью-Йорк, потом в Вашингтон, округ Колумбия. В 2015 году основное внимание уделялось расследованиям для RT America в области экологических опасностей и ключевых геополитических событий.
В 2017 году вернулся в Россию и с тех пор занимался спортивными проектами, в том числе освещением ЧМ-2018 в России, Евро-2020. В 2020-м году стал первым в истории англоязычным комментатором Российской Премьер-лиги на всемирную аудиторию.
В 2020 году создал проект «Спик Изи» по изучению английского языка. Говорит на более чем 30 акцентах и диалектах английского, а также на китайском и украинском языках. Преподаёт журналистику в «Высшей школе экономики».
Ярошевский был дважды номинирован на международную премию «Emmy» от RT, был номинирован на награду на телевизионном фестивале в Монте-Карло в 2014 году и дважды был отмечен на AIB Media Excellence Awards.